# Нидерфрона
Нидерфрона (нем. Niederfrohna) — община в Германии, в земле Саксония. Подчиняется административному округу Кемниц. Входит в состав района Цвиккау. Подчиняется управлению Лимбах-Оберфрона. Население составляет 2414 человек (на 31 декабря 2010 года). Занимает площадь 10,10 км².
Община подразделяется на 4 сельских округа.

## Население
| Год  | Численность | Численность |
| ---- | ----------- | ----------- |
| 2017 | 2236        | [ 1 ]       |
| 2019 | 2221        | [ 3 ]       |
| 2021 | 2223        | [ 4 ]       |
| 2022 | 2220        | [ 5 ]       |
| 2023 | 2181        | [ 2 ]       |